# Marcelo Filippini
Marcelo Filippini (ur. 4 sierpnia 1967 w Montevideo) – urugwajski tenisista, reprezentant w Pucharze Davisa, olimpijczyk z Atlanty (1996).

## Kariera tenisowa
Jako zawodowy tenisista występował w latach 1987–2000.
W grze pojedynczej awansował do 10 finałów turniejów rangi ATP World Tour, z których w 5 zwyciężył. W zawodach wielkoszlemowych najdalej doszedł do ćwierćfinału French Open w 1999 roku. Do tej rundy Filippini doszedł bez straty seta, a spotkanie o udział w półfinale przegrał z Andre Agassim.
W grze podwójnej Filippini osiągnął 5 finałów ATP World Tour, triumfując w 3 z nich.
W latach 1985–2001 Filippini reprezentował kraj w Pucharze Davisa, rozgrywając łącznie 78 meczów, z których 42 wygrał.
W 1996 roku zagrał na igrzyskach olimpijskich w Atlancie, z których odpadł w 2 rundy gry singlowej. W imprezie tej pełnił funkcję chorążego reprezentacji.
W rankingu gry pojedynczej najwyżej był na 30. miejscu (6 sierpnia 1990), a w klasyfikacji gry podwójnej na 44. pozycji (31 lipca 1989).

### Finały w turniejach ATP World Tour
| Legenda                                      |
| -------------------------------------------- |
| Wielki Szlem                                 |
| Igrzyska olimpijskie                         |
| Tennis Masters Cup / ATP Finals              |
| ATP Masters Series / ATP Tour Masters 1000   |
| ATP International Series Gold / ATP Tour 500 |
| ATP International Series / ATP Tour 250      |

#### Gra pojedyncza (5–5)
| Końcowy wynik | Nr | Data              | Turniej      | Nawierzchnia | Przeciwnik            | Wynik finału     |
| ------------- | -- | ----------------- | ------------ | ------------ | --------------------- | ---------------- |
| Zwycięzca     | 1. | 17 lipca 1988     | Båstad       | Ceglana      | Francesco Cancellotti | 2:6, 6:4, 6:4    |
| Finalista     | 1. | 25 września 1988  | Bari         | Ceglana      | Thomas Muster         | 6:2, 1:6, 5:7    |
| Zwycięzca     | 2. | 13 sierpnia 1989  | Praga        | Ceglana      | Horst Skoff           | 7:5, 7:6         |
| Finalista     | 2. | 11 listopada 1990 | Itaparica    | Twarda       | Mats Wilander         | 1:6, 2:6         |
| Finalista     | 3. | 5 maja 1991       | Madryt       | Ceglana      | Jordi Arrese          | 2:6, 4:6         |
| Zwycięzca     | 3. | 12 czerwca 1994   | Florencja    | Ceglana      | Richard Fromberg      | 3:6, 6:3, 6:3    |
| Finalista     | 4. | 28 maja 1995      | Bolonia      | Ceglana      | Marcelo Ríos          | 2:6, 4:6         |
| Finalista     | 5. | 21 kwietnia 1996  | Bermudy      | Ceglana      | MaliVai Washington    | 7:6(6), 4:6, 5:7 |
| Zwycięzca     | 4. | 4 maja 1997       | Atlanta      | Ceglana      | Jason Stoltenberg     | 7:6(2), 6:4      |
| Zwycięzca     | 5. | 25 maja 1997      | Sankt Pölten | Ceglana      | Patrick Rafter        | 7:6(2), 6:2      |

#### Gra podwójna (3–2)
| Końcowy wynik | Nr | Data                 | Turniej    | Nawierzchnia | Partner         | Przeciwnicy                        | Wynik finału  |
| ------------- | -- | -------------------- | ---------- | ------------ | --------------- | ---------------------------------- | ------------- |
| Zwycięzca     | 1. | 2 października 1988  | Palermo    | Ceglana      | Carlos di Laura | Alberto Mancini Christian Miniussi | 6:2, 6:0      |
| Finalista     | 1. | 22 kwietnia 1990     | Nicea      | Ceglana      | Horst Skoff     | Alberto Mancini Yannick Noah       | 4:6, 6:7      |
| Zwycięzca     | 2. | 14 czerwca 1992      | Florencja  | Ceglana      | Luiz Mattar     | Royce Deppe Brent Haygarth         | 6:4, 6:7, 6:4 |
| Finalista     | 2. | 11 października 1990 | Ateny      | Ceglana      | Mark Koevermans | Tomás Carbonell Francisco Roig     | 3:6, 4:6      |
| Zwycięzca     | 3. | 6 listopada 1994     | Montevideo | Ceglana      | Luiz Mattar     | Sergio Casal Emilio Sánchez        | 7:6, 6:4      |